# Привольный (Минераловодский район)
Приво́льный (бывш. Приво́лье) — посёлок в составе Минераловодского городского округа Ставропольского края России.

## География
Расстояние до краевого центра: 130 км. Расстояние до районного центра: 5 км.

## История
Хутор основан в 1918 году. В административном отношении входил в состав Железноводского сельсовета Минераловодского района Терского округа. 
До 2015 года относился к территории муниципального образования «Сельское поселение Ленинский сельсовет» Минераловодского района Ставропольского края.

## Население
| 1925 | 1926 | 1989 | 2002 | 2010 | 2014 |
| ---- | ---- | ---- | ---- | ---- | ---- |
| 169  | ↗216 | ↘70  | ↗119 | ↗163 | ↘100 |

### Национальный состав
По данным переписи 2002 года, 98 % населения — русские.
По данным Всесоюзной переписи населения 1926 года состоял из 42 дворов; общее число жителей составляло 216 человек (114 мужчин и 102 женщины); преобладающая национальность — великороссы.

## Инфраструктура
Личное подсобное хозяйство с зоной сельскохозяйственного использования, индивидуальная застройка усадебного типа.
Действует ФАП Привольный, дом отдыха.

## Транспорт
Остановка общественного транспорта «Привольный». 